# Раскаяния выжившего
«Раска́яния вы́жившего» (англ. Survivor's Remorse) — комедийный телесериал, премьера которого состоялась на кабельном канале Starz 4 октября 2014 года. Шоу вращается вокруг Кэма Кэллоуэя (Джесси Ашер) и его семьи, после того, как он подписывает контракт с баскетбольной командой и переезжает с родственниками в Атланту. Продюсером телесериала является баскетболист Леброн Джеймс.
10 октября 2017 Starz объявил о закрытии сериала после четырёх сезонов.

## В ролях

### Основной состав
- Джесси Ашер — Кэм Кэллоуэй
- Ронрико Ли — Реджи Вон, кузен Кэма
- Эрика Эш — Мэри Чарльз «М-Чак» Кэллоуэй, сводная сестра Кэма
- Тейона Паррис — Мисси Вон, жена Реджи
- Тичина Арнольд — Кэсси Кэллоуэй, мать Кэма
- Майк Эппс — дядя Джулиус (сезоны 1—2)

### Второстепенный состав
- Крис Бауэр — Джимми Флаэрти, владелец баскетбольной команды
- Роберт Ву — Да Чн Бао, парень Кэсси
- Миган Тэнди — Эллисон Пирс, девушка Кэма
- Сер’Дариус Блейн — Юпитер Блэкмун, клиент Реджи
- Кэтфиш Жан — Скуиз, друг детства Кэма и Реджи

## Эпизоды
| Сезон | Сезон | Эпизоды | Оригинальная дата выхода | Оригинальная дата выхода |
| Сезон | Сезон | Эпизоды | Премьера сезона          | Финал сезона             |
| ----- | ----- | ------- | ------------------------ | ------------------------ |
|       | 1     | 6       | 4 октября 2014           | 8 ноября 2014            |
|       | 2     | 10      | 22 августа 2015          | 24 октября 2015          |
|       | 3     | 10      | 24 июля 2016             | 25 сентября 2016         |
|       | 4     | 10      | 20 августа 2017          | 22 октября 2017          |

### Сезон 1 (2014)
| № общий | № в сезоне | Название                                   | Режиссёр      | Автор сценария                                               | Дата премьеры   | Зрители в США (млн) |
| ------- | ---------- | ------------------------------------------ | ------------- | ------------------------------------------------------------ | --------------- | ------------------- |
| 1       | 1          | «In the Offing» «Не за горами»             | Кен Уиттингем | Майк О’Мэлли                                                 | 4 октября 2014  | 0,203               |
| 2       | 2          | «On the Carpet» «На ковре»                 | Кен Уиттингем | Майк О’Мэлли                                                 | 11 октября 2014 | 0,201               |
| 3       | 3          | «How to Build a Brand» «Как создать бренд» | Питер Сигал   | История: Корд Джефферсон и Саша Пенн Телесценарий: Саша Пенн | 18 октября 2014 | 0,186               |
| 4       | 4          | «The Decisions» «Решения»                  | Брэдли Букер  | Рафаэль Джексон мл. и Дэмион Македон                         | 25 октября 2014 | 0,161               |
| 5       | 5          | «Out of the Past» «Из прошлого»            | Майк Мариано  | Джером Хэйрстон и Трейси Оливер                              | 1 ноября 2014   | 0,237               |
| 6       | 6          | «Six» «Шесть»                              | Виктор Левин  | Виктор Левин                                                 | 8 ноября 2014   | 0,272               |

### Сезон 2 (2015)
| № общий | № в сезоне | Название                             | Режиссёр          | Автор сценария                       | Дата премьеры    | Зрители в США (млн) |
| ------- | ---------- | ------------------------------------ | ----------------- | ------------------------------------ | ---------------- | ------------------- |
| 7       | 1          | «Grown-Ass Man» «Взрослый мужик»     | Питер Сигал       | Майк О’Мэлли                         | 22 августа 2015  | 0,334               |
| 8       | 2          | «A Time to Punch» «Время пробивать»  | Майк Мариано      | Виктор Левин и Майк О’Мэлли          | 29 августа 2015  | 0,340               |
| 9       | 3          | «M.V.P.» «М. В. П.»                  | Али Лерой         | Лорен Хаусма и Бенджамин Ф. Нейвертн | 5 сентября 2015  | 0,393               |
| 10      | 4          | «Homebound» «Привязанность к дому»   | Иэн Б. Макдональд | Джером Хэйрстон и Фил Огаста Джексон | 12 сентября 2015 | 0,303               |
| 11      | 5          | «One-Love» «Одна любовь»             | Кен Уиттингем     | Блейк Мастерс и Джером Хэйрстон      | 19 сентября 2015 | 0,329               |
| 12      | 6          | «The Dagger» «Кинжал»                | Виктор Левин      | Виктор Левин                         | 26 сентября 2015 | 0,355               |
| 13      | 7          | «The Injury» «Травма»                | Билл Джонсон      | Майк О’Мэлли                         | 3 октября 2015   | 0,387               |
| 14      | 8          | «The Date» «Свидание»                | Кен Уиттингем     | Блейк Мастерс и Джером Хэйрстон      | 10 октября 2015  | 0,303               |
| 15      | 9          | «Guts» «Кишки»                       | Дебби Аллен       | Виктор Левин                         | 17 октября 2015  | 0,235               |
| 16      | 10         | «Starts and Stops» «Старты и финиши» | Питер Сигал       | Майк О’Мэлли                         | 24 октября 2015  | 0,324               |

### Сезон 3 (2016)
| № общий | № в сезоне | Название                                                | Режиссёр         | Автор сценария                                                                 | Дата премьеры    | Зрители в США (млн) |
| ------- | ---------- | ------------------------------------------------------- | ---------------- | ------------------------------------------------------------------------------ | ---------------- | ------------------- |
| 17      | 1          | «The Night of the Crash» «Ночь катастрофы»              | Питер Сигал      | Майк О’Мэлли                                                                   | 24 июля 2016     | 0,883               |
| 18      | 2          | «The Ritual» «Ритуал»                                   | Питер Сигал      | Майк О’Мэлли                                                                   | 24 июля 2016     | 0,883               |
| 19      | 3          | «The Thank-You Note» «Благодарственная записка»         | Гита Патель      | Виктор Левин                                                                   | 31 июля 2016     | 1,012               |
| 20      | 4          | «The Age of Umbrage» «Обидчивый возраст»                | Али Лерой        | Майк О’Мэлли                                                                   | 7 августа 2016   | 0,672               |
| 21      | 5          | «The Photoshoot» «Фотосессия»                           | Виктория Махони  | Али Лерой                                                                      | 14 августа 2016  | 0,781               |
| 22      | 6          | «No Child Left Behind» «Ребёнок не останется в стороне» | Билл Джонсон     | Виктор Левин                                                                   | 21 августа 2016  | 0,936               |
| 23      | 7          | «The Guests» «Гости»                                    | Али Лерой        | История: Патрик Берут и Али Лерой Телесценарий: Оуэн Х. М. Смит                | 28 августа 2016  | 0,753               |
| 24      | 8          | «Mystery Team» «Таинственная команда»                   | Миллисент Шелтон | История: Аллен Мальдонадо Телесценарий: Рашель Р. Уильямс                      | 4 сентября 2016  | 0,951               |
| 25      | 9          | «Second Thoughts» «Задние мысли»                        | Майк Мариано     | История: Маркита Дж. Робинсон Телесценарий: Бенджами Найверт и Брендан О’Мэлли | 18 сентября 2016 | 0,965               |
| 26      | 10         | «Father's Day» «День отца»                              | Виктор Левин     | Виктор Левин                                                                   | 25 сентября 2016 | 0,761               |

### Сезон 4 (2017)
| № общий | № в сезоне | Название                                               | Режиссёр                 | Автор сценария                          | Дата премьеры    | Зрители в США (млн) |
| ------- | ---------- | ------------------------------------------------------ | ------------------------ | --------------------------------------- | ---------------- | ------------------- |
| 27      | 1          | «Fallout» «Исход»                                      | Майк Мариано             | Майк О’Мэлли                            | 20 августа 2017  | 0,976               |
| 28      | 2          | «Repercussions» «Последствия»                          | Майк Мариано             | Майк О’Мэлли                            | 27 августа 2017  | 0,571               |
| 29      | 3          | «Closure» «Закрытие»                                   | Салли Ричардсон-Уайтфилд | Лютер М. Мэйс и Пол Окли Стовалл        | 3 сентября 2017  | 0,783               |
| 30      | 4          | «Feel Free to Comment» «Не стесняйтесь комментировать» | Али Лерой                | Оуэн Х.М. Смит и Рэйчел Р. Уильямс      | 10 сентября 2017 | 0,388               |
| 31      | 5          | «The Gala» «Гала»                                      | Али Лерой                | Лорен Хаусман и Аллен Мальдонадо        | 17 сентября 2017 | 0,413               |
| 32      | 6          | «Reparations» «Отступные»                              | Салли Ричардсон-Уайтфилд | Виктор Левин                            | 24 сентября 2017 | 0,378               |
| 33      | 7          | «Optics» «Оптика»                                      | Виктор Левин             | Виктор Левин                            | 1 октября 2017   | 0,390               |
| 34      | 8          | «Future Plans» «Планы на будущее»                      | Иэн Б. Макдональд        | Бенджами Найверт и Брэндан Майк О’Мэлли | 8 октября 2017   | н/д                 |
| 35      | 9          | «Family Ties» «Семейные узы»                           | Али Лерой                | Али Лерой                               | 15 октября 2017  | н/д                 |
| 36      | 10         | «Answers and Questions» «Вопросы и ответы»             | Виктор Левин             | Виктор Левин                            | 22 октября 2017  | н/д                 |